# بولیارتسی (استان کرجالی)
بولیارتسی (به بلغاری: Bolyartsi) یک منطقهٔ مسکونی در بلغارستان است که در شهرستان کاردژالی واقع شده‌است.